# Anastasio Aquino
Anastasio Aquino (Santiago Nonualco, 16 de abril de 1792-San Vicente, 24 de julio de 1833) fue un líder indígena salvadoreño que encabezó la insurrección de los nonualcos, un levantamiento campesino en El Salvador durante la existencia de la República Federal de Centroamérica. Nació en el seno de una familia que pertenecía al linaje de los taytes (caciques) de la etnia pipil de los nonualcos, pueblo indígena que ocupaba la mayor parte del departamento de La Paz.

## Antecedentes
Después de la declaración de independencia de las provincias del Reino de Guatemala en 1821, se formó la República Federal de Centroamérica (1824), que tuvo una difícil existencia. Los encuentros entre liberales y conservadores, entre los caudillos locales, la falta de recursos y una organización precaria, entre otros, eran caldo de cultivo de violencia a lo largo y lo ancho del istmo.
La necesidad de llevar recursos al Estado obligaba a aplicar una serie de medidas económicas que eran de total desagrado a las mayorías, entre ellas los tributos y expropiaciones. Esta última, especialmente, golpeaba a los indígenas que durante la época colonial al menos tenían asegurada una parcela de tierra. Así, este grupo, que ya desde los primeros años de la llegada de los españoles se encontraba en desventaja dentro de la organización social, lo estaba aún más debido a la agitación de los primeros años de independencia.

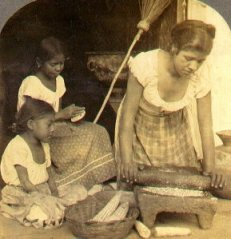
Mujer y niña indígenas en El Salvador haciendo masa de maíz, que probablemente se usará para hacer tortillas

El Gobierno del estado de El Salvador tuvo que implementar medidas antipopulares en 1832, tales como una contribución directa sobre la propiedad inmueble y la renta. También el constante reclutamiento forzoso era de desagrado general. Todo esto dio paso a que el descontento se desatara, con la proliferación de alzamientos populares y asaltos a cuarteles. Una de las principales rebeliones ocurrió en San Miguel, pero acaecieron otros intentos en Chalatenango, Izalco y Sonsonate que, no obstante, fueron controlados.

## La rebelión
Fue en Santiago Nonualco donde se realizó el principal alzamiento a comienzos del año 1833, encabezado por Anastasio Aquino, quien exhortaba a desobedecer al Gobierno. A finales de enero, el caudillo logró reunir un ejército de proporciones suficientes para presentar batalla. Es probable que reuniera unos tres mil hombres. El comandante de la vecina ciudad de San Vicente, Juan José Guzmán, recibió órdenes de sofocar la rebelión, pero en el primer intento terminó emboscado. Otro ataque, realizado el 5 de febrero, también fracasó. Al tener noticia de esta última derrota, el comandante Guzmán huyó.
Mientras tanto, en la ciudad capital de San Salvador, el jefe político Mariano Prado, al verse incapaz de sostener la situación, depositó el poder en el vicejefe Joaquín de San Martín. Este nombramiento provocó descontento entre las filas militares, por lo que la tropa abandonó la ciudad. La localidad quedó sumida en el caos, y el mismo San Martín tuvo que resguardarse para salvar su vida. Por su parte, Aquino no recibió las noticias del desorden que reinaba en la capital; de haberlo conocido, la ocupación no hubiera sido difícil. Con sus tropas acantonadas en Zacatecoluca, decidió partir a la vecina San Vicente el día 14 de febrero. En este lugar, los vecinos de la ciudad se apresuraron a resguardar todo objeto de valor. Con dos tropas —una al mando de su hermano y otra de un amigo— arribó la madrugada del día 15 bajo condiciones amigables, pues los habitantes prefirieron no enfrentarlo.

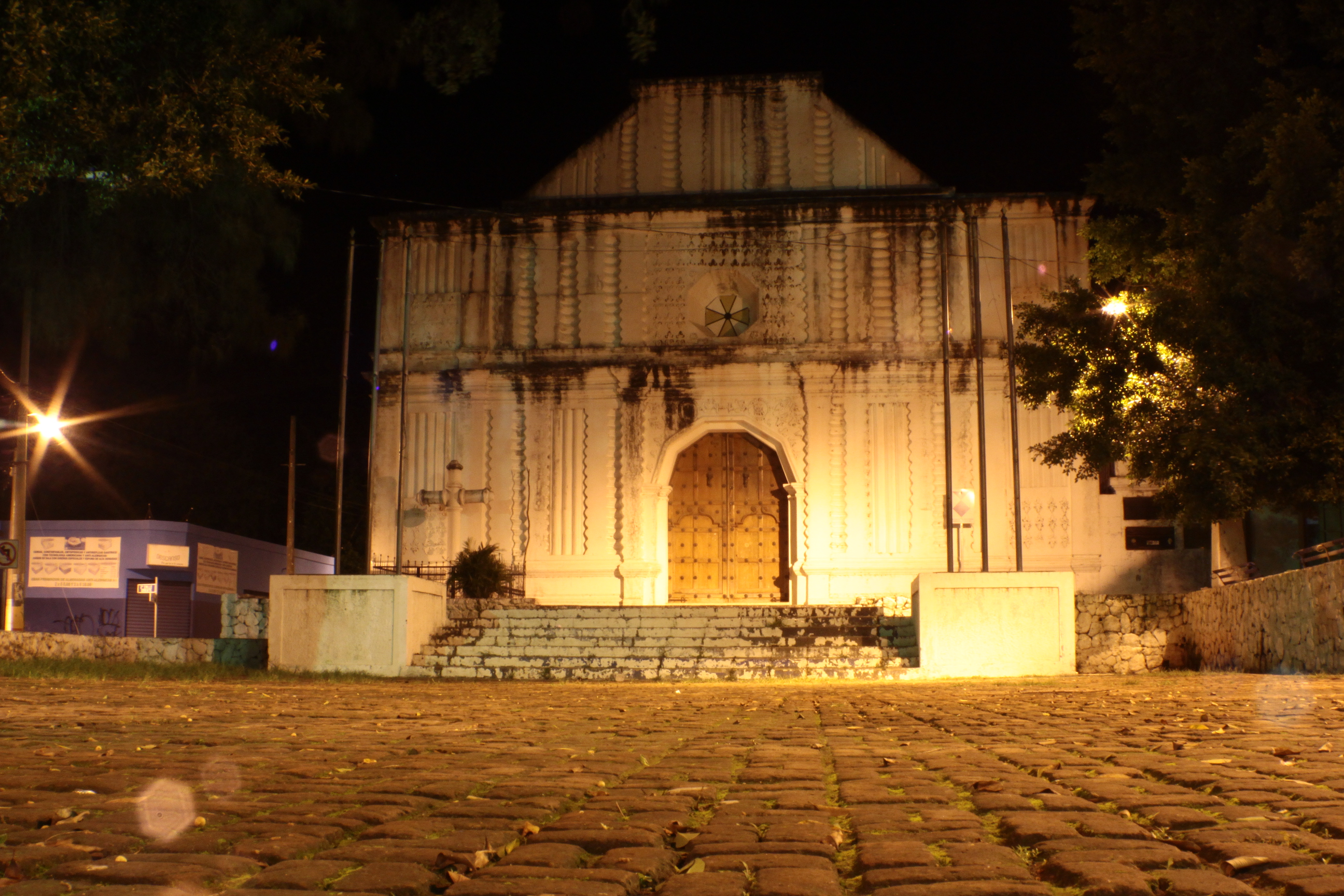
Iglesia Virgen del Pilar, histórica, ya que en ella se coronó como rey de los nonualcos, el líder campesino Anastasio Aquino,

El rebelde tuvo la intención de quemar la ciudad por haber recibido desde allí los primeros ataques, pero desistió ante la intervención de un antiguo amo para el cual había servido. Aquino fue nombrado por sus parciales como jefe político de San Vicente; sin embargo, ni con esto impidió un saqueo general a la ciudad. De acuerdo a la tradición popular, Aquino se dirigió a la iglesia de El Pilar y, después de quitarle la corona a la imagen de san José, se la colocó en su propia cabeza y se proclamó como «Rey de los Nonualcos». Asimismo, en Tepetitán se le proclamó «Comandante General de las Armas Libertadoras», y emitió su Decreto de Tepetitán el 16 de febrero. El pequeño código regulaba con duras penas el homicidio, el robo y la vagancia, entre otros; además, tenía un apartado para la protección de las «mujeres casadas o recogidas», una sección notable por la situación de desventaja en que se encontraba la mujer en esa época. Por otro lado, el Gobierno trataba de llegar a un acercamiento con el sublevado para que depusiera sus armas bajo la intermediación de dos sacerdotes: uno de ellos, de apellido Navarro, tuvo contacto con Aquino, sin obtener resultados.

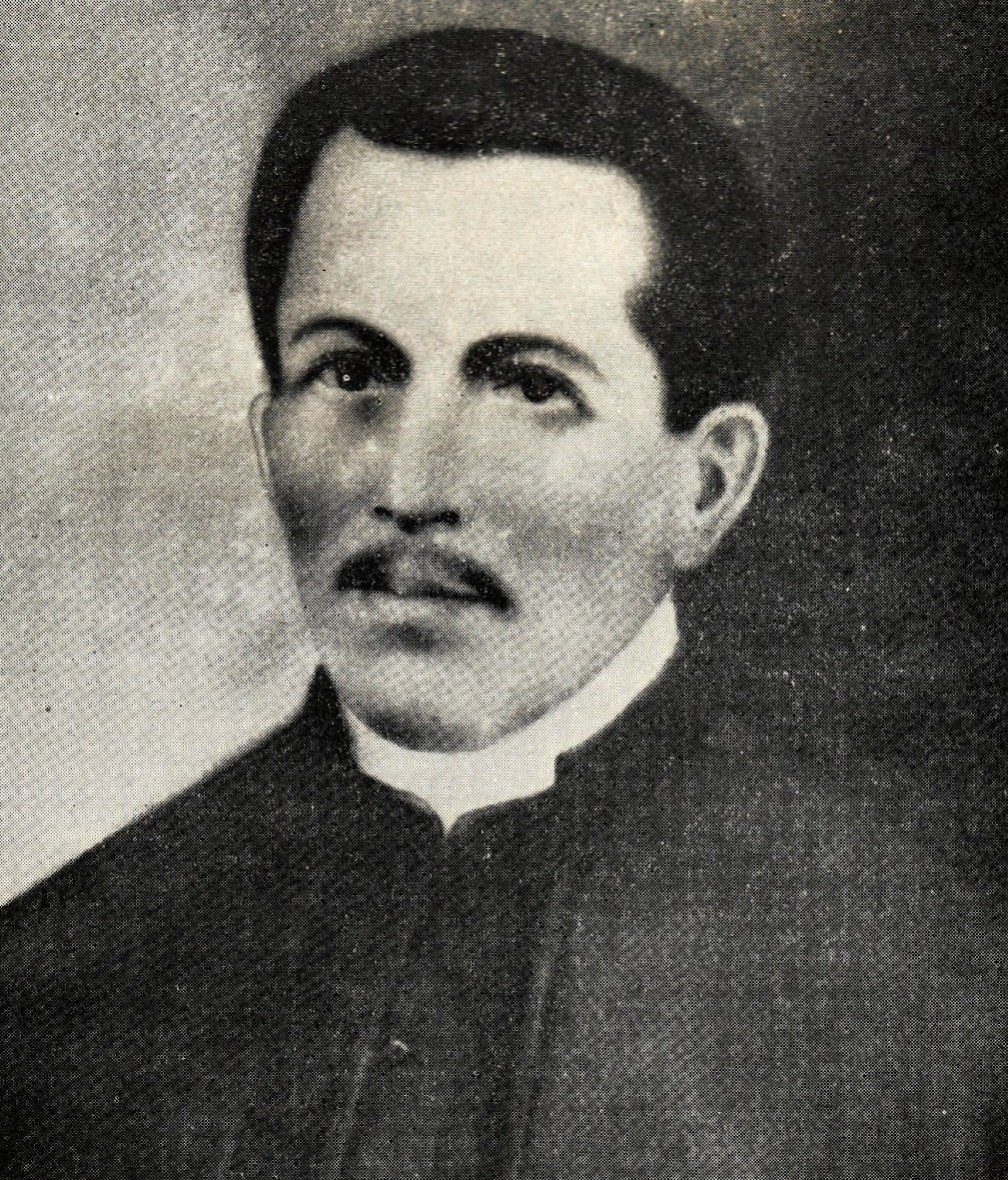
El independentista, presbítero y doctor José Simeón Cañas y Villacorta
hacia 1826 se trasladó a residir a la ciudad de San Vicente de Austria y Lorenzana, donde fue testigo de la insurrección nonualca de Anastasio Aquino (en 1833).

No obstante, las autoridades lograron reunir un ejército para enfrentar a Aquino, agregándose a las tropas habitantes de San Vicente, con la intención de vengar el saqueo. Uno de los comandantes, el mayor Cruz Cuellar, quiso enfrentar por sí solo al rebelde, pero salió derrotado. De acuerdo al folclore, Aquino se le abalanzó al grito de «cien arriba, cien abajo y adentro santiagueños», que probablemente se refería al lugar que ocupaban sus tropas al momento del ataque.]]
Fue la mañana del 29 de febrero que se libró la batalla decisiva en Santiago Nonualco entre las fuerzas gubernamentales y los rebeldes, quienes se presume estaban siendo diezmados por una enfermedad. Aprovechando la situación, el coronel Juan José López mandó un ataque general que dispersó a los insurrectos, pero no se logró la captura de Aquino.
Para atrapar al rebelde, se propuso perdón a las vidas de quienes revelaran su paradero. A pesar de que hubo negativa de sus parciales, hubo alguien que lo traicionó y logró ser capturado el 23 de abril de 1833. Aquino sería trasladado a Zacatecoluca, donde fue juzgado y condenado a muerte. En la ciudad de San Vicente se ejecutó la pena por decapitación. La cabeza del insurrecto fue colocada en una jaula con el rótulo «ejemplo de revoltosos».

## Anastasio Aquino en la cultura popular
La gesta de Aquino hizo surgir diversas anécdotas, muchas de ellas haciéndole ver como un individuo hosco y rudo, dado el prejuicio de la época hacia los amerindios. Uno de tales relatos era la relacionada con Matilde Marín, hija de un acaudalado de San Vicente, quien durante el asedio a la ciudad fue tomada como prisionera y forzada a caminar descalza hacia la hacienda Siguatepeque, lugar donde los rebeldes sospechaban que había armas escondidas. En el camino, Matilde no soportó más la dureza del viaje e increpó a Anastasio gritándole: «¡Desarrapado! ¡Desarrapado!». Ante la afrenta, Aquino se enamoró de la muchacha por su valentía, tanto que, una noche, gritó a los presentes que no permitiría que nadie le hiciese daño y que, al llegar a la ciudad, mataría a su esposa para casarse con Marín.
Asimismo, después de la rebelión, se hicieron populares unos versos cuyas primeras líneas son:
| El indio Anastasio Aquino Le mandó decir a Prado, que no peleara jamás Contra el pueblo de Santiago. Aquino lo dijo así, Tan feo el indio pero vení También le mandó decir Que los indios mandarían Porque este país era de ellos Como el mismo lo sabía Aquino lo dijo así, Tan feo el indio pero vení... |

Desde el siglo xx, ha sido tomado como un símbolo de rebeldía y libertad por parte de los sectores políticos de izquierda.

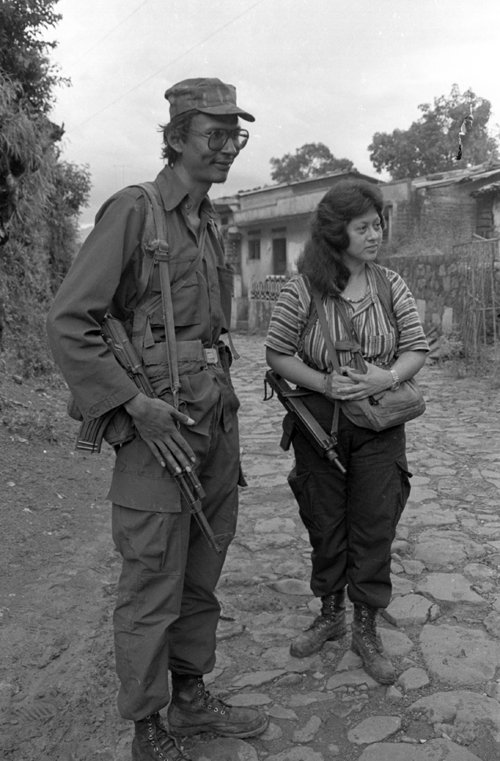
Durante la guerra civil la Paracentral “Clara Elizabeth Ramírez”, sustituido por el “Anastasio Aquino” por el grupo guerillero FMLN

También el arte se ha volcado sobre su figura. Por ejemplo, los poetas Pedro Geoffroy Rivas y Roque Dalton le han dedicado parte de su obra. La escritora Matilde Elena López realizó una pieza teatral con el nombre de La balada de Anastasio Aquino.
Aunque no se sabe con certeza la apariencia física de Aquino, popularmente se le describe como un individuo recio, moreno y de abundante pelo. Una carta escrita por un sacerdote de apellido López en los momentos de su encarcelamiento, da un retrato aproximado: 

Cáusame pasmo la frescura de este protervo en su desgracia. Su cara tiene una sonrisa irónica y mordaz que se extiende de oreja a oreja. Es macizo de carnes y fuerte. No sabe leer ni escribir; pero se le ve avisado y despierto. A mí —y al padre Navarro— nos contaba sus proyectos de libertar a los indios de la esclavitud en que los tenían los chapetones. Tiene las astucias del indio, y es la flor y nata de los bribones.